# Rhene callosa
Rhene callosa là một loài nhện trong họ Salticidae.
Loài này thuộc chi Rhene. Rhene callosa được Elizabeth Maria Gifford Peckham & George William Peckham miêu tả năm 1895.